# Cammanene
Cammanene (en grec antic Καμμανηνή) va ser una de les estratègies o districtes de la província de Capadòcia. És esmentada per Estrabó i Claudi Ptolemeu.
La principal ciutat era Zama, situada a la via que anava de la capital del país dels Trocmi, Tavium o Taouion (a Galàcia, a la vora del Halys) fins a Cesarea Mazaca (Capadòcia).